# Neurofibromina 1
La neurofibromina 1 è una proteina codificata negli esseri umani dal gene oncosoppressore NF1, che regola negativamente l'attività di Ras. Mutazioni del gene NF1 sono associate alla neurofibromatosi di tipo 1, anche chiamata malattia di von Recklinghausen. La neurofibromina è altamente omologa alla famiglia delle GAP (GTP Activating Protein).
La sua funzione è quella di velocizzare l'idrolisi di GTP a GDP e quindi di inattivare Ras.